# Irland beim Junior Eurovision Song Contest
Teilnehmende Rundfunkanstalt

Erste Teilnahme
2015
Anzahl der Teilnahmen
9 (Stand 2024)
Höchste Platzierung
4 (2022)
Höchste Punktzahl
150 (2022)
Niedrigste Punktzahl
36 (2015)
Punkteschnitt (seit erstem Beitrag)
66,60 (Stand 2020)
Punkteschnitt pro abstimmendem Land im 12-Punkte-System
1,41 (Stand 2015)
Dieser Artikel befasst sich mit der Geschichte Irlands als Teilnehmer am Junior Eurovision Song Contest.

## Vorentscheide
Irland wählte seinen ersten Beitrag durch eine groß angelegte Vorentscheidung. Es gab vier Vorrunden mit insgesamt 32 Teilnehmern. Diese wurden zuvor aus hunderten Einsendungen ausgewählt. Pro Vorrunde erreichte einer von acht Teilnehmer mit der zweiminütigen Version seines Beitrags das Finale des Vorentscheids. Die Aufzeichnung des Finales von „Junior Eurovision Éire“ wurde am 8. November 2015 ausgestrahlt. Nach demselben Modus wurde auch die Teilnehmerin für 2016, 2017 und 2018 bestimmt. Für 2019 gab eine kleinere Veränderung am Regelwerk: Der Vorentscheid diente lediglich der Auswahl des Interpreten, das Lied wurde später intern bestimmt.

## Teilnahme am Wettbewerb
Bereits 2004 und 2014 wurde berichtet, dass das irischsprachige Fernsehen TG4 an einer Teilnahme beim JESC interessiert sei, das Debüt im Jahre 2014 kam jedoch aufgrund fehlender finanzieller Mittel nicht zustande.
Für 2015 wurden diese Mittel aber bewilligt, weshalb am 23. März 2015 offiziell das irische Debüt bekanntgegeben wurde. Aimee Banks belegte für Irland den 12. Platz mit 36 Punkten. Der Titel wird auf Irisch gesungen; der letzte und bisher einzige irischsprachige Titel kam beim Eurovision Song Contest 1972 auf den 15. Platz. Aimee Banks erreichte 2015 den 12. von 17 Plätzen mit 36 Punkten. 2016 erreichte Irland den zehnten Platz und damit die erste Platzierung unter den ersten Zehn. 2017 belegte Muireann McDonnell mit 54 Punkten nur den vorletzten Platz – die bislang schlechteste Platzierung Irlands beim JESC. Im Folgejahr 2018 belegte Taylor Hynes Platz 15 von 20. 2019 reichte es für einen 12. Platz. Damit ist Irland seit seiner ersten Teilnahme nur mäßig erfolgreich.
Obwohl man sich 2020 ursprünglich für den Wettbewerb in Warschau angemeldet hatte, zog sich Irland kurz vor der Deadline zum Einreichen der Teilnahmebestätigung aufgrund der anhaltenden Covid19-Pandemie wie sechs weitere Länder vom Wettbewerb wieder zurück. Als das Land 2021 zum Wettbewerb zurückkehrte, erreichte man nur den vorletzten Platz. 2022 holte Sophie Lennon mit einem vierten Platz das beste Ergebnis des Landes zu diesem Zeitpunkt.

## Liste der Beiträge
| Jahr | Interpret                | Titel (Musik / Text) | Sprache                  | Übersetzung              | Platz Teilnehmer (gesamt) | Punkte                   |
| ---- | ------------------------ | --- | ------------------------ | ------------------------ | ------------------------- | ------------------------ |
| 2015 | Aimee Banks              | Réalta na mara (Brendan McCarthy, Niall Mooney, Jonas Gladnikoff, Aimee Banks / Aimee Banks)                                 | Irisch, Lateinisch       | Stern des Meeres         | 12 / 17                   | 36                       |
| 2016 | Zena Donnelly            | Bríce ar bhríce (Zena Donnelly)                                                                                              | Irisch, Englisch         | Stein für Stein          | 10 / 17                   | 122                      |
| 2017 | Muireann McDonnell       | Súile glasa (Muireann McDonnell)                                                                                             | Irisch                   | Grüne Augen              | 15 / 16                   | 54                       |
| 2018 | Taylor Hynes             | I.O.U. (Taylor Hynes, Niall Mooney, Jonas Gladnikoff)                                                                        | Irisch                   | –                        | 15 / 20                   | 48                       |
| 2019 | Anna Kearney             | Banshee (Niall Mooney, Fiachna O Bhraonáin, Anna Kearney, Cyprian Cassar, Daniel Caruana)                                    | Irisch                   | Todesfee                 | 12 / 19                   | 73                       |
| 2020 | Auf Teilnahme verzichtet | Auf Teilnahme verzichtet | Auf Teilnahme verzichtet | Auf Teilnahme verzichtet | Auf Teilnahme verzichtet  | Auf Teilnahme verzichtet |
| 2021 | Maiú Levi Lawlor         | Saor (Disappear) (Niall Mooney, Lauren White Murphy, Brendan McCarthy, LA Halvery, Anna Kearney, Anna Banks, Cyprian Cassar) | Irisch, Englisch         | Frei                     | 18 / 19                   | 44                       |
| 2022 | Sophie Lennon            | Solas (Hannah Featherstone, Jonas Gladnikoff, MaJiKer, Ken McHugh, Niall Mooney)                                             | Irisch                   | Licht                    | 4 / 16                    | 150                      |
| 2023 | Jessica McKean           | Aisling (Niall Mooney, Ken McHugh, Will Weeks, Niamh Mooney, Sophie Lennon, Fiona Mooney)                                    | Irisch                   | Traum                    | 16 / 16                   | 42                       |
| 2024 | Enya Cox Dempsey         | Le Chéile (Ian James White, Nicky Brennan, Laoise Ní Nualláin)                                                               | Irisch                   | Zusammen                 | 15 / 17                   | 55                       |

## Punktevergabe
Folgende Länder erhielten die meisten Punkte von Irland oder vergaben die meisten Punkte an Irland:
| Die meisten vergebenen Punkte | Die meisten vergebenen Punkte | Die meisten vergebenen Punkte |
| Platz                         | Land                          | Punkte                        |
| ----------------------------- | ----------------------------- | ----------------------------- |
| 1                             | Bulgarien                     | 12                            |
| 2                             | Malta                         | 10                            |
| 3                             | Armenien                      | 8                             |
| 4                             | Belarus                       | 7                             |
| 5                             | Slowenien                     | 6                             |

| Die meisten erhaltenen Punkte | Die meisten erhaltenen Punkte | Die meisten erhaltenen Punkte |
| Platz                         | Land                          | Punkte                        |
| ----------------------------- | ----------------------------- | ----------------------------- |
| 1                             | Malta                         | 6                             |
| 2                             | Australien                    | 5                             |
| 3                             | Slowenien                     | 4                             |
| 4                             | Bulgarien                     | 2                             |
| 4                             | Georgien                      | 2                             |
| 4                             | Niederlande                   | 2                             |
| 4                             | Russland                      | 2                             |
| 5                             | San Marino                    | 1                             |

Stand: 2015